# 불은면
불은면(佛恩面)은 대한민국 인천광역시 강화군의 면이다.

## 개요
불은면은 고려시대 불교가 융성 고릉리에 자은사가 위치하고 있어 이 절의 이름에서 ‘은’자를 따서 부처님의 은혜라는 뜻의 불은면이라 칭했다. 1914년 3월 1일 인정면과 불은면을 병합하여 불은면이라 칭하고 면사무소를 고능리에 두었다.현재는 두운리에 위치해있다.

## 법정리
- 두운리(斗雲里)
- 고능리(高陵里)
- 오두리(鰲頭里)
- 넙성리(芿城里)
- 신현리(新峴里)
- 덕성리(德城里)
- 삼동암리(三同岩里)
- 삼성리(三成里)

## 교육
- 불은초등학교
- 삼성초등학교
- 신성초등학교 (폐교) - 불은면 불은남로 133 (넙성리)
- 안양대학교

## 명소
- 강화군농경문화관
- 강화전성
- 광성보
- 덕진진